# Donja Bela Reka (Bor)
Pour les articles homonymes, voir Donja Bela Reka.
Donja Bela Reka (en serbe cyrillique : Доња Бела Река) est un village de Serbie situé dans la municipalité de Bor, district de Bor. Au recensement de 2011, il comptait 747 habitants.

## Démographie

### Évolution historique de la population
| 1948  | 1953  | 1961  | 1971  | 1981  | 1991  | 2002 | 2011 |
| ----- | ----- | ----- | ----- | ----- | ----- | ---- | ---- |
| 1 308 | 1 318 | 1 356 | 1 267 | 1 157 | 1 049 | 823  | 747  |

|  |